# Gnosjö församling
Gnosjö församling är en församling i Gnosjö pastorat i Östbo-Västbo kontrakt, Växjö stift och Gnosjö kommun.
Gnosjö kyrka är församlingskyrkan.

## Administrativ historik
Församlingen har medeltida ursprung.
Församlingen var till 1962 annexförsamling i pastoratet Kulltorp och Gnosjö, som fram till 1552 också omfattade Åsenhöga och Källeryd. Från 1962 utgjorde Gnosjö församling ett eget pastorat. Från 2018 ingår församlingen i Gnosjö pastorat som omfattar flera församlingar. 

## Församlingshem
I församlingshemmet byggdes 1972 en mekanisk orgel av Västbo Orgelbyggeri, Långaryd.
| Manual            | Pedal      | Koppel  |
| Gedackt 8´        | Subbas 16´ | Man/Ped |
| Principal 4'      |            |         |
| Rörflöjt 4'       |            |         |
| Gemshorn 2'       |            |         |
| Scharf 2 chor     |            |         |
| Crescendosvällare |            |         |

Här finns också ett fönster från sextiotalet av David Ralson föreställande Jesus som välsignar barnen.